# Vincent Rijmen

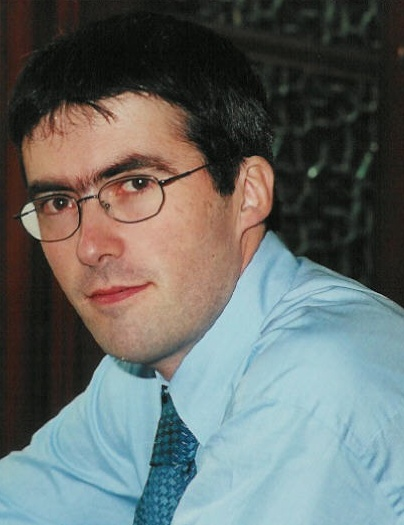
Vincent Rijmen

Vincent Rijmen (* 16. Oktober 1970 in Löwen, Belgien) ist ein belgischer Kryptografieexperte und einer der Entwickler der Blockchiffre Advanced Encryption Standard (AES). Er entwickelte gemeinsam mit Paulo S. L. M. Barreto die Hashfunktion Whirlpool.
1993 beendete Rijmen sein Studium an der Katholieke Universiteit Leuven. Danach machte er ein Doktoratsstudium am ESAT/COSIC in Löwen. COSIC steht für Computer Security and Industrial Cryptography.
1997 beendete Rijmen sein Doktoratsstudium. Seine Dissertation trug den Titel "Cryptanalysis and design of iterated block ciphers".
Danach arbeitete er wieder bei COSIC lab. Gemeinsam mit Joan Daemen entwickelte er den Rijndael-Algorithmus, der im Oktober 2000 vom National Institute of Standards and Technology (NIST) als Advanced Encryption Standard (AES) zum Nachfolger von Data Encryption Standard (DES) gewählt wurde.
Seit dem 1. August 2001 arbeitet Rijmen für die Firma Cryptomathic. Von Mai 2001 bis September 2004 war Rijmen auch als Gastprofessor an der Technischen Universität Graz tätig, ab Oktober 2004 hatte er eine volle Professur am Institut für Angewandte Informationsverarbeitung und Kommunikationstechnologie (IAIK) an der TU Graz. Er leitete am IAIK die IAIK Krypto Group und hielt Vorlesungen über Kryptographie. Derzeit ist er Fakultätsmitglied der COSIC-Group an der KU Leuven in Belgien.